# Geniokracija
Geniokracija  je hipotetski oblik oligarhijske vladavine u kome bi vlast bila ograničena na osobe koje se od stanovništva razlikuju većom razinom inteligencije. Taj izraz su prvi koristili pristaše raelijanskog pokreta.